# 가형의 앨리스
가형의 앨리스(架刑のアリス, 카케이노 아리스)는 유키 카오리 작품 작화의 일본 만화 시리즈이다. 2014년 1월부터 2018년 4월까지 고단샤의 ARIA지에 연재되었으며, 이후 ARIA가 연재 중단된 후 7월부터 9월까지 소년 매거진 엣지에 연재되었다.

## 줄거리
이 시리즈는 부유하고 영향력 있는 쿠온지 가문의 입양된 9남매 중 한 명인 스텔라 쿠온지를 중심으로 진행된다. 가족이 매달 열리는 다과회에서 부모는 이제 아이들이 내년 안에 죽을 때까지 싸워야 하며 유일한 생존자가 가족의 상속자로 선택된다고 발표한다. 계속되는 혼란 속에서 스텔라의 폭력적인 대체 성격인 블러디 앨리스(Bloody Alice)는 스텔라가 다른 아이들과 충돌하면서 다시 표면화되기 시작한다.
시리즈가 진행됨에 따라 스텔라는 자신의 입양된 가족이 실제로는 인간의 영혼을 먹고 사는 생물인 밴더스내치이며, 그들이 생존하려면 월간 티 파티에서 차가 필요하다는 사실을 알게 된다. 그녀의 입양된 어머니 올가(Olga)는 쿠온지 가문의 자녀들 사이에서 벌어진 유혈 의식 중 하나에서 유일한 생존자였다. 승리의 결과로 올가는 파트너를 다시 데려올 수 있게 되었다. 게다가 스텔라는 자신의 부모를 죽인 사고가 쿠온지 가문의 음모였음을 의심하기 시작한다. 스텔라와 그녀의 사랑하는 형 제노는 가족의 유혈 의식 전통을 끝내기를 원하지만 올가는 그 가능성을 부인한다.